# Jatropha krusei
Jatropha krusei är en törelväxtart som beskrevs av J.Jiménez Ram. och Mart.Gordon. Jatropha krusei ingår i släktet Jatropha och familjen törelväxter. Inga underarter finns listade i Catalogue of Life.